# Acuitzio (kommun i Mexiko)
Acuitzio är en kommun i Mexiko.   Den ligger i delstaten Michoacán de Ocampo, i den södra delen av landet, 230 km väster om huvudstaden Mexico City. Arean är 180 kvadratkilometer.
Terrängen i Acuitzio är huvudsakligen kuperad, men västerut är den bergig.
Följande samhällen finns i Acuitzio:
- Acuitzio del Canje
- San Andrés Coapa
- La Palma
- La Angostura
- Páramo
- Tirípano
- Tamanguío
- La Peñita
- La Paloma
- Los Aguacates
- La Campana